# 杉山圭一
杉山 圭一（すぎやま けいいち、1976年5月16日 - ）はシンセサイザー奏者、作曲家、編曲家。北海道函館市出身。函館ラ・サール高等学校、千葉大学工学部卒。株式会社スタジオカリーブ代表取締役。

## 経歴
1995年上京と同時に千葉大学のサウンドクリエイト研究会に所属し、松前公高、千葉レーダの茂木淳一らと親交を深める。
2000年セガ・エンタープライゼスに入社。後にセガから独立した子会社ウェーブマスター所属になり、セガ内外を問わず多数のゲーム作品のサウンドに関わる。代表作は『Rez（セガ）』、『ニュールーマニア ポロリ青春（セガ）』、『ブリンクス・ザ・タイムスイーパー（Microsoft）』、『BECK（マーベラス・インタラクティブ）』など。インディーズバンド「ヤング100V」のキーボード担当。2012年株式会社スタジオカリーブ設立。キーボーディストとして自身のバンドE.L.F.、ケラ&ザ・シンセサイザーズ、野獣のリリアン、航空電子、征露丸Xの他、平行して中村あゆみ、HALATIONのライブでもサポートとして担当している。現在は各アーティストの作曲・編曲の他、ライブサポートも精力的に行っている。

## ライブサポート
- HALATION（2005 - ）
- 中村あゆみ（2006 -）
- GACKT（2008 - ）
- アーバンギャルド（2013 - ）
- 佐藤拓也（2015 - ）
- GO-BANG'S（2015 - ）

## 音楽CD
- ヘタリア キャラクターソング
  - 恋せよマドモアゼル（作曲・編曲）
  - うちは…しずか。～トロールといっしょ～（作曲・編曲）
  - 雪と夢のものがたり（作曲・編曲）
  - いつもそばに・・・北欧ファイブ!（編曲）

- KERA（編曲）
  - 流刑地
  - 東京の屋根の下

- 中村あゆみ（編曲）
  - 蕾
  - 瞳を閉じて
  - 真夏の果実

- DASEIN（編曲）
  - COGITO ERGO SUM
  - Do NoT TENdER!?

- ジャニーズWEST（編曲）
  - Seven Powers

- アンパンマンとはじめよう! きせつのうたをうたおう サンサンなつだよ（編曲）
  - アイスクリームのうた
  - とんでったバナナ

- THE IDOLM@STER（編曲）
  - ふたりのもじぴったん
  - オリビアを聴きながら
  - 空へ…
  - Jupiter

- Lill（編曲）
  - Bon appetit!!
  - CIRCUIT A GOGO!!
  - Life Is Parade
  - Clean up!
  - S.S. DAY BREAK
  - VINTAGE TOWN
  - Night Walker
  - My Way
  - SPEC
  - ALIEN

- S.Q.F（編曲）
  - BEAUTIFUL SABBATH PARADE
  - 悪魔×天使=人間 LOVERS -マテリアル?ラヴァーズ-
  - Labyrinth -迷宮の花嫁-
  - cafe Moon&Rouge
  - Jackal -怪奇劇場の詐欺師-
  - Vertigo!
  - Dizzy Go-Round
  - 世界ノ終ワリ
  - RISING
  - 恋がメルヘン
  - Break The Cell
  - ラストサマー・キス
  - Cloud Cuckoo Land
  - エンゼルフィッシュ
  - Miracle Melody Land
  - Jump!
  - SUPER FLOWER
  - 鴉
  - コズミック・サーカス
  - Still In Love
  - My Precious Summer
  - IDOL

- アーバンギャルド（編曲）
  - ワンピース心中
  - さくらメメント
  - 生教育
  - 君にハラキリ
  - ロリィタ服と機関銃
  - 自撮入門
  - ガールズコレクション
  - 戦争を知りたい子供たち feat.大槻ケンヂ
  - R.I.P.スティック
  - 僕が世
  - コインロッカーベイビーズ
  - 原爆の恋
  - ファンクラブソング
  - いちご売れ
  - ラブレター燃ゆ
  - コインロッカーベイビーズ
  - シンジュク・モナムール
  - 詩人狩り
  - 箱男に訊け
  - 昭和九十年十二月
  - ゾンビパウダー
  - 平成死亡遊戯
  - オールダウトニッポン
  - ふぁむふぁたファンタジー
  - 大破壊交響楽
  - マイナンバーソング
  - HALの惑星
  - あくまで悪魔
  - 天使にしやがれ

- KEY（編曲）
  - Last regrets -fiberjelly mix-

- 『戦国BAND 伊達政宗編』

## ゲーム
- 『Rez』（セガ）
- 『ブリンクス・ザ・タイムスイーパー』（Microsoft）
- 『Blinx 2: Battle of Time & Space』（Microsoft）
- 『ソニックヒーローズ』（セガ）
- 『スーパーギャルデリックアワー』（エニックス）
- 『ニュールーマニア ポロリ青春』（セガ）
- 『BECK the game』（マーベラス・インタラクティブ）
- 『大玉』（任天堂）
- 『RULE of ROSE』（ソニー・インタラクティブエンタテインメント）
- 『ミブリー&テブリー』（セガ）
- 『LUMINES LIVE!』（キューエンタテインメント）
- 『初音ミク -Project DIVA-』シリーズ（セガ）
  - 『初音ミク -Project DIVA-』
  - 『初音ミク -Project DIVA- 2nd』
  - 『初音ミク -Project DIVA- extend』
  - 『初音ミク -Project DIVA- f』
  - 『初音ミク -Project DIVA- F』
  - 『初音ミク -Project DIVA- F 2nd』
  - 『初音ミク -Project DIVA- X』
  - 『初音ミク -Project DIVA- X HD』
- 『スーパーモンキーボール3D』（セガ）
- 『NO MORE HEROES 2 DESPERATE STRUGGLE』（マーベラスエンターテイメント）
- 『BLACK☆ROCKSHOTER』（UBI）
- 『Child of Eden』（UBI）
- 『ソールトリガー』（イメージエポック）
- 『マリオ&ソニック AT ロンドンオリンピック』（セガ）
- 『クリムゾンドラゴン』（Microsoft）
- 『すみっコぐらし 〜パズルをするんです〜』（イマジニア）
- 『あやかし陰陽録』（ジンガ）
- 『JUZU』（filament）
- 『東京キャラバンヒーローズ』（GMO）
- 『陰陽おとぎソール』（Mitama Games）
- 『BOOST BEAST』（ARC SYSTEM WORKS）
- 『勇者ヤマダくん』（DMM.com）
- 『猫耳さばいばー』（ジープラ）
- 『オシャレコーデ GIRLS HOLIC』（セガネットワークス）
- 『みんなの釣りバカンス』（GAMEBANK）
- 『地理×歴史でつながる 地球儀』（ベネッセコーポレーション）
- 『夢色キャスト』（セガネットワークス）
- 『ブラックナイトストライカーズ』（XFLAG）
- 『ブラナイDASH』（XFLAG）
- 『共闘ことばRPG コトダマン』（セガ）
- 『キングダム乱』（MOBCAST）
- 『グラフィティスマッシュ』（バンダイナムコオンライン）
- 『プロジェクトセカイ カラフルステージ! feat. 初音ミク』（セガ）

## アニメ
- 『ぱずりーず』
- 『鉄子の旅』エンディング
- 『殿といっしょ』OVA（OP/ED/BGM）
- 『殿といっしょ 〜眼帯の野望〜』OVA（BGM）

## TV番組
- 『ぱすてるキッズ』